# Juan Carlos González Zamora
Pour les articles homonymes, voir Zamora.
Juan Carlos González Zamora est un joueur d'échecs mexicain né le 24 juin 1968 à Cuba. Grand maître international depuis 2004, il a remporté le championnat mexicain à huit reprises (en 2004, 2006, 2007, 2011, 2012, 2013, 2014 et 2016).
Qualifié pour la Coupe du monde d'échecs 2007, il déclara forfait car il était malade.
Au 1er octobre 2018, il est le premier joueur mexicain avec un classement Elo de 2 537 points.